# Dolní Dvorce (Kašperské Hory)
Dolní Dvorce jsou malá vesnice, část města Kašperské Hory v okrese Klatovy v Plzeňském kraji. Nachází se asi 3,5 kilometru severně od Kašperských Hor. Je zde evidováno 20 adres. V roce 2011 zde trvale žili čtyři obyvatelé.
Dolní Dvorce leží v katastrálním území Dolní Dvorce u Kašperských Hor o rozloze 2,48 km².

## Historie
První písemná zmínka o vesnici pochází z roku 1548.

## Obyvatelstvo
| Rok            | 1869 | 1880 | 1890 | 1900 | 1910 | 1921 | 1930 | 1950 | 1961 | 1970 | 1980 | 1991 | 2001 | 2011 | 2021 |
| -------------- | ---- | ---- | ---- | ---- | ---- | ---- | ---- | ---- | ---- | ---- | ---- | ---- | ---- | ---- | ---- |
| Počet obyvatel | 145  | 133  | 137  | 134  | 125  | 126  | 128  | 130  | 74   | 39   | 15   | 4    | 1    | 4    | 18   |
| Počet domů     | 14   | 18   | 18   | 19   | 20   | 20   | 22   | 20   | 20   | 8    | 5    | 9    | 11   | 11   | 11   |

## Obecní správa
Při sčítání lidu v letech 1850–1959 Dolní Dvorce byly osadou obce Tuškov v okrese Sušice.
Od roku 1960 jsou částí města Kašperské Hory v okrese Klatovy.

## Galerie

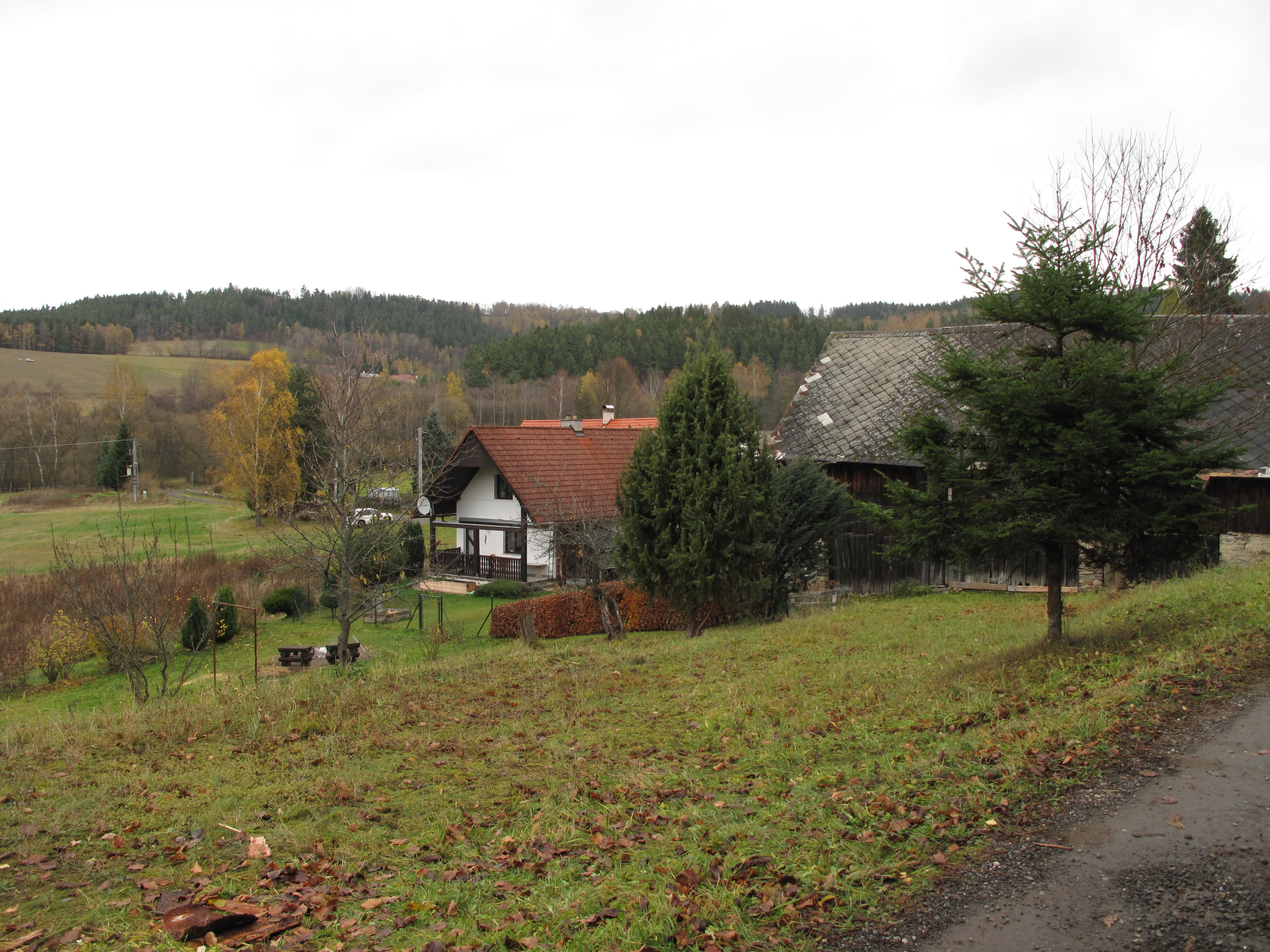
Chalupy
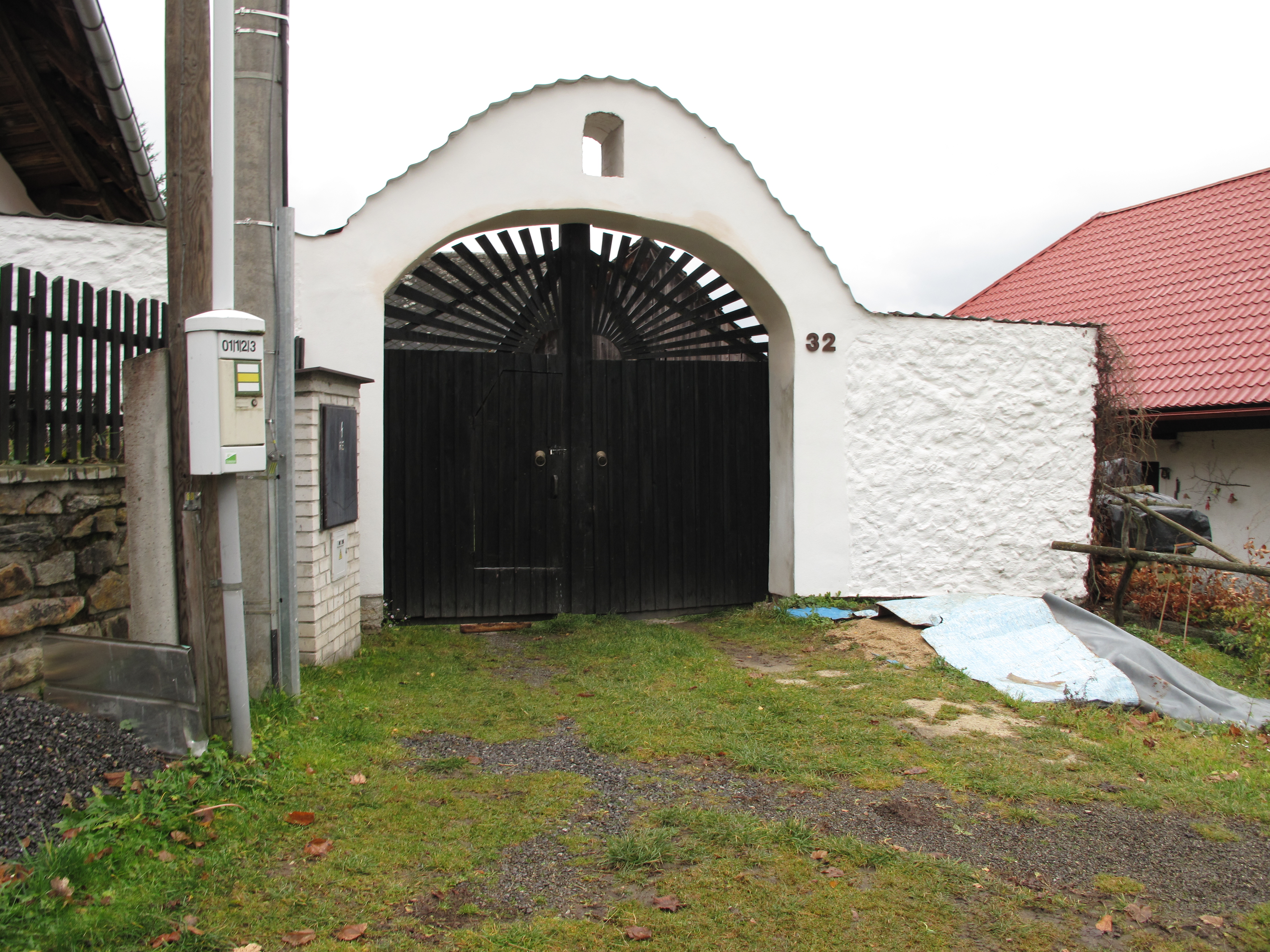
Vrata
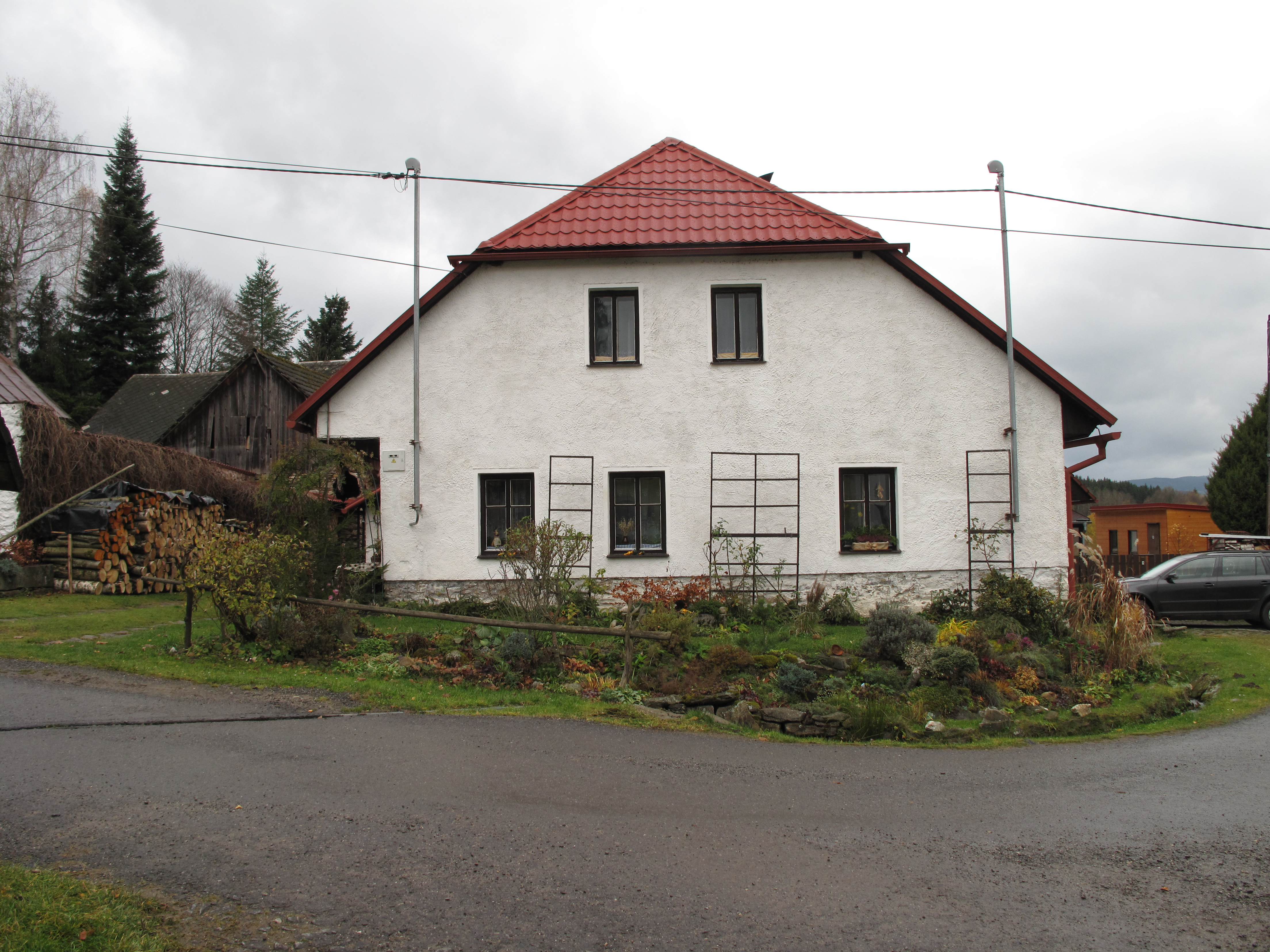
Dům na návsi